# Могул
Мо́гул — дисциплина лыжного фристайла, состоит в спуске на горных лыжах по бугристому склону (по буграм, или могулам) и выполнении прыжков на трамплинах. По ошибке, иногда данную дисциплину приписывают и сноубордистам, однако в сноуборде такой дисциплины не существует.

## Бугры (могулы)

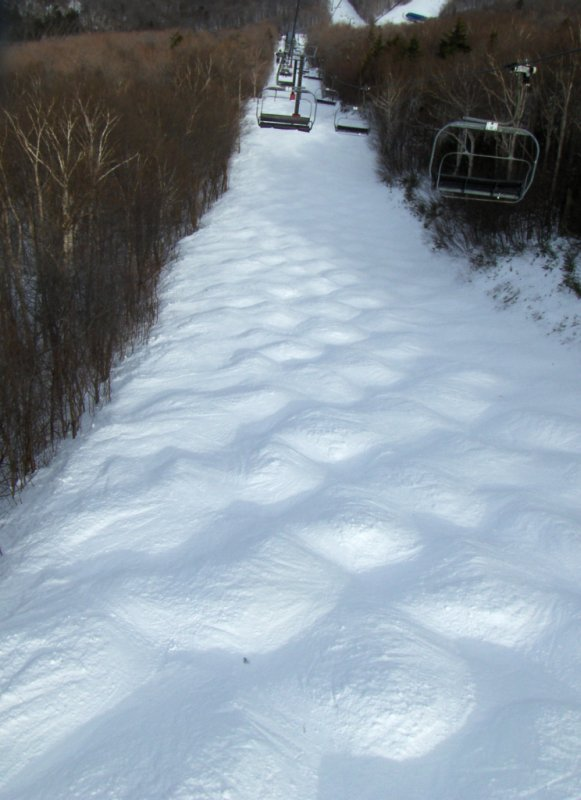
Поле естественных бугров

Могулы — это бугры на склоне, образующиеся из плотного или мягкого снега при выполнении лыжниками поворотов малого радиуса. Также они могут быть построены с помощью технических средств (от лопаты до ратрака) на склоне с целью проведения соревнований или тренировок по фристайлу. После образования естественные бугры имеют тенденцию к росту по мере того, как лыжники объезжают их по одному и тому же пути, углубляя таким образом ложбины между буграми. Так как катание на лыжах имеет тенденцию к выполнению серий связанных поворотов, отдельные бугры образуют поля бугров. На большинстве горнолыжных курортов некоторые склоны выравниваются нерегулярно или вообще не выравниваются, что даёт возможность образоваться буграм. Эти трассы с буграми обычно достаточно крутые. Некоторые из трасс невозможно выровнять из-за их крутизны, малой ширины или наличия препятствий, которые не дают проехать ратраку. На таких трассах обычно и образуются бугры. Трассы с буграми, которые могут быть выровнены, обычно выравниваются, когда бугры становятся слишком большими и ложбины между ними становятся слишком глубокими, так что бугры становятся слишком сложны для катания по ним и вокруг них. Некоторые поля бугров выравниваются, когда они становятся ледяными или слишком жёсткими для того, чтобы катание по ним было безопасным и доставляющим удовольствие.
Забавным фактом является то, что на протяжении сезона поля бугров движутся вверх (если их не скапывать), в связи с тем, что нижние части бугров соскребаются лыжниками, тормозящими на них, и этот снег скатывается вниз на следующий бугор.

## Происхождение термина
Термин «могул», по одной из версий, происходит от слова mugel на венском диалекте немецкого языка, означающего небольшой холм. При этом в современном немецком языке дисциплина называется Buckelpiste.

## Способы и техники катания по буграм
Существует несколько техник катания по буграм. Наиболее эффективной, красивой, элегантной и применяемой техникой могула является так называемая техника Кубка мира, суть которой состоит в катании по линии падения с выполнением амортизации и распрямления, могульного карвинга (закантовки) с удержанием верхней части тела в неподвижном (относительно) состоянии.
Всего имеется множество техник катания по буграм: техника кубка мира, SVMM (Sun Valley Mogul Method — Техника могула Солнечной Долины), техника PSIA (Ассоциации профессиональных инструкторов по горным лыжам Америки) и множество их вариаций.
Для катания по буграм предпочтительно (но не обязательно) иметь специальные могульные лыжи, которые отличаются тем, что имеют достаточно мягкий носок, среднюю жёсткость, не имеют большого бокового выреза (радиус выреза современных могульных лыж — 20—25 м), достаточно узкие и жёсткие на скручивание.

## Происхождение могула как вида спорта
Лыжный фристайл берёт своё начало в 1930-х годах, когда норвежские лыжники на тренировках по горным и беговым лыжам выполняли акробатические трюки на лыжах. Кроме того, скандинавские спортивные историки настаивают на том, что первый акробатический прыжок на лыжах был совершён в Норвегии в 1860 году.
Позднее в США проводились шоу профессиональных лыжников, в рамках которых выполнялись элементы, которые в дальнейшем получили название фристайл.
Соревнования по фристайлу начались в 1960-х как оппозиция традиционным дисциплинам в горных лыжах. Лыжная акробатика была разработана приблизительно в 1950-х олимпийским золотым медалистом Стейном Эриксеном. Он часто упоминается как отец этого вида спорта. Считается, что первые соревнования были проведены благодаря ему. Эриксен выиграл золотую медаль в гигантском слаломе и серебряную медаль в слаломе на Зимних олимпийских играх 1952 года, а затем стал знаменитым лыжным инструктором на некоторых курортах в США, где он устраивал акробатические шоу на лыжах. Он вместе с ещё одним горнолыжником Даутом Пфейфом структурировал разрозненные направления нетрадиционных лыж, объединив их в один вид спорта.
Фристайл получил дальнейшее развитие на протяжении 1960-х и 1970-х, тогда это направление было более известно как «хот-доггинг». Боб Бернс придумал этот стиль в Сан-Валли (Айдахо), начав практиковать его в 1965 году. В конце 1960-х появились последователи этого стиля Уэйн Вонг, Джон Кленденин и Том ЛеРой.
Считается, что первое фристайловое соревнование было проведено на курорте Аттиташ (по другим сведениям — на курорте Вотервилль Вэлли) в Нью-Гемпшире в 1966 году. Во время соревнований лыжники должны были проехать «обязательную программу», где должны были продемонстрировать правильную технику, а затем должны были проехать в свободном стиле выполняя трюки по собственному выбору.
Три первоначальные дисциплины во фристайле (лыжный балет, могул и лыжная акробатика) развились из «хот-доггинга»; одного заезда, который включал в себя катание по буграм, прыжки и балетные трюки. Первые соревнования были проведены в 1971 году в США в Нью-Гемпшире и были спонсированы K2. Призы присуждались за быстрейший проезд, уникальный трюк, красивый прыжок и т. п. К сожалению, по мере увеличения размера призов спортсмены пытались выполнить все более и более разнообразные и опасные трюки. После града травм, включая сломанные позвоночники и даже смертельные случаи, соревнования были приостановлены спонсором и проблемами со страховыми компаниями, которые не хотели страховать фристайлистов.
В Канаде в 1974 г. была создана Ассоциация Фристайла Канады и спорт был признан Ассоциацией Лыжного Спорта Канады. Команда Канады по фристайлу называла себя Канадскими Воздушными Силами.
В дальнейшем соревнования были разбиты на три компонента — современные ставшие уже классическими дисциплины фристайла — лыжный балет, могул и лыжная акробатика. В это время были приняты правила запрещающие в могуле прыжки с переворотами через голову. Могул пользовался большой популярностью, привлекая толпы зрителей, большинство из которых приходило проникнуться атмосферой соревнования и посмотреть на жуткие падения спортсменов. Некоторые люди полагали, что этот стиль катания на лыжах слишком опасен и не хотели включения фристайла в олимпийские виды спорта. Спорт свободного стиля не имел слишком много правил и нельзя сказать чтобы был безопасен, травмы коленей стали общим явлением для профессиональных фристайлистов.
Однако, интерес публики и средств массовой информации не остался незамеченным и FIS признала фристайл как вид спорта в 1979 году и приняла новые правила в отношении лицензирования спортсменов и техники прыжков, пытаясь ограничить выполнение опасных элементов на соревнованиях. Федерация максимально ужесточила систему лицензирования фристайловых школ, клубов, а также самих спортсменов. Таким образом, на соревнования могли попасть только лучшие из лучших. Первая серия этапов Кубка Мира была начата в 1980 году, а первый чемпионат мира был проведён в 1986 году в Тинь (Франция). Это событие пользовалось большим успехом, и в Европе началась фристайловая лихорадка.
В 1988 году на зимней Олимпиаде в Калгари были проведены демонстрационные соревнования. Могул был включён в официальную программу Зимних Олимпийских Игр в Альбервилле в 1992 г., а акробатика была добавлена в программу в 1994 г. на Играх в Лиллехаммере. На Олимпиаде в Альбервилле Эдгар Гроспирон (Франция) выиграл первую золотую олимпийскую медаль в могуле перед лицом многочисленных зрителей. Победителем Олимпиады в Лиллехаммере стал канадец Жан-Люк Брассард. Могул всегда был одним из наиболее зрелищным олимпийских видов спорта. На Играх в Нагано, Япония билеты на соревнования по могулу были более востребованы, чем на финал турнира по хоккею.
В конце 1990-х годов во фристайле выделилось направление с названием Ньюскул, когда фристайлисты, обескураженные ограничениями, установленными FIS, начали пробовать выполнять трюки в сноубордических парках. На первых ньюскулеров оказали сильное влияние стилистика и дух сноубординга. Стиль в ньюскуле идет гораздо больше от сноубординга, чем от традиционных горнолыжных дисциплин.
Соревнования по фристайлу проводившиеся под эгидой FIS имели правила, ограничивающие сложность выполняемых элементов, что не пользовалось популярностью в растущем лыжном сообществе и замедляло развитие спорта. В частности такие правила включали в себя запрет на перевороты при выполнении прыжков в могуле, ограничение на количество выполняемых сальто в прыжке в акробатике, также отсутствовали соревнования в парках или хафпайпах. Ньюскул стал направлением для тех фристайлистов, которым не нравились правила установленные FIS.
В начале 1990-х годов группа лыжников, включая пионеров фристайла, таких как «праотец фристайла» Майк Дуглас, Джи. Пи. Оклер, Винсант Дориан , Джей Эф Куссон и других начали кататься в сноубордических парках. Они стали известны как «Новые Канадские Воздушные Силы» и задали направление развития ньюскула. Также в это время в развитии этого направления приняли значительное участие Жульен Ренье и «Три Фила», в частности Фил Ларос, Фил Белангер и Фил Дион, все из команды Dynastar. Они не только придумали трюки в воздухе и на рейлах, но также обратились в компании-производители лыж с предложением сделать лыжу с конструкцией твин-тип. Первая лыжа твин-тип была сделана фирмой Salomon в 1997 г. и называлась «1080». Лыжа твин-тип похожа на сноуборд тем что позволяет кататься как в нормальной стойке так и задом наперёд (в свитче или фэйки). После этого участники «Новых Канадских Воздушных Сил» начали прыгать в сноубордических парках и сниматься в лыжных фильмах. С этого момента ньюскул начал завоёвывать все большую популярность и компании-производители начали выпускать твин-типы для бэккантри для расширения границ фристайла и выведения его из сноупарков. Выпуск огромного количества ньюскул фильмов и организация соревнований привлекла огромную аудиторию.
В ньюскуле значительную роль играет стиль выполнения трюков, трюки выполняются как из нормальной стойки, так и из свитча. Это добавляет зрелищности трюкам и соревнованиям в целом. В конце 1990-х годов трюки выполняемые ньюскулерами стали значительно сложнее чем выполняемые могулистами. Трамплины в ньюскуле были значительно больше, трюки зрелищнее и, кроме того, сложность выполняемых трюков никакими правилами не ограничивалась. Кроме трамплинов ньюскулеры начали кататься по рейлам, боксам, перилам, стенам, корни чего лежат в сноубординге, куда пришли из скейтбординга. В могуле на тот момент наиболее сложным трюком было вращение на 360° — хеликоптер. Прыжки с переворотами через голову как уже говорилось ранее были запрещены, возможные трюки были четко регламентированы. Появилось множество соревнований, в рамках которых устраивали состязания по ньюскулу, в частности X-Games, US Freeskiing Open, Gravity Games, и т. п.
Ряд спортсменов-могулистов критиковали FIS за проводимую политику и пытались получить разрешение на выполнение в могуле новых нерегламентированных трюков. Наибольший вклад в изменение правил был внесен Джонни Мосли из США. В 1998 г. на Олимпиаде в Нагано, Япония он первым в могуле выполнил 360 мьют грэб и завоевал золотую медаль. В дальнейшем он добился от FIS разрешения на участие в профессиональных ньюскульных соревнованиях и завоевал серебряную медаль на X-Games и выиграл слоупстайл на US Freeskiing Open. По словам Мосли, который после Олимпиады 1998 г. ушёл из спорта, а затем вернулся попытаться защитить Олимпийское золото в 2002 г. в течение четырёх лет в могуле ничего не изменилось, трюки остались теми же, могул стал скучным и неинтересным. Для выступления на Олимпиаде в Солт-Лейк-Сити в 2002 г. он перенес в могул трюк под названием Диннер Ролл, который придумал для выступления на X-Games. Первоначально FIS заявило, что этот трюк противоречит правилам и не может выполняться во время соревнований по могулу, однако Мосли удалось убедить FIS разрешить выполнение трюка. Диннер Ролл это вращение на 720 градусов, первый оборот совершается, когда тело параллельно земле, а во втором тело перпендикулярно земле, при этом ноги находятся на одном уровне с головой, что можно расценить как соответствующее правилам, запрещающим перевороты (было запрещено, чтобы ноги при выполнении трюка были выше головы).
В результате Мосли выполнил этот трюк на Олимпийских играх в Солт Лейк Сити в 2002 г. чем вызвал восторг публики, и занял 4-е место. По словам комментатора NBC Трейса Вортингтона, чемпиона мира и обладателя кубка мира 1995 г. в комбинации (акробатика, могул и балет) «Это вернуло ‘свободу’ в фристайл. Теперь этот спорт стал более творческим. Это искоренит засилье традиционных роботоподобных могулистов и приведёт к приходу способных лыжников. И это то, что и есть фристайл: Предполагается, что тренируясь Вы придумываете новые трюки с Вашим телом.»
Менее чем через полгода ограничение на выполнение офф аксис трюков и переворотов было снято и к Олимпиаде 2006 г. в Турине многие спортсмены начали выполнять новые трюки, такие как задние и передние сальто, различные офф аксис вращения (D-Spin, Cork, Misty, Rodeo, Bio и т. д.), сальто с вращениями и т. п. В результате в могул было перенесено множество трюков из ньюскула, что положительно сказалось на зрелищности могула.
В настоящий момент сформировалось два основных направления фристайла: одно включает более традиционные могул и акробатику (ещё иногда называемые олд скул) (лыжный балет в настоящее время практически прекратил своё существование) и более новую ветвь, часто называемую ньюскул, которые включат в себя хафпайп, биг эир, слоупстайл и скикросс.

## Соревнования по могулу
Международной федерацией лыжного спорта (FIS) начиная с 1980 г. проводятся ежегодные розыгрыши Кубка Мира по фристайлу, куда входит и могул. Кубок мира присуждается по результатам проведения нескольких этапов. Этапы кубка мира проводятся каждый год по всему миру. Могул включен как официальный вид спорта в зимние олимпийские игры, начиная с 1988 г.
Уклон трассы должен составлять 28°±4° длиной 235 м ± 35 м и общей шириной не менее 18 м, при этом ширина линейки бугров должна быть 10 м ± 2 м. На трассе не должно быть участков длиннее 20 м на которых уклон был бы менее 20° или более 37°. Вертикальный перепад по высоте должен быть 110 м ± 30 м. Высота трамплинов должна быть 50-60 см. Для парного могула трасса может быть короче — 200 м ± 50 м, меньше по вертикальному перепаду 80 м ± 20 м и должна быть шире — не менее 21 м, при этом ширина линейки бугров должна быть 6,5 м ± 0,5 м.
Для проведения соревнований по могулу на Олимпийских играх трасса должна быть более длинной — не менее 250 м и иметь уклон не менее 27°.
По результатам заезда судьями спортсмену выставляется оценка. Оценка состоит из следующих трех составляющих:
Оценка за выполнение поворотов — 50 %
Оценка за прыжки — 25 %
Оценка за скорость — 25 %
Судейство осуществляется либо 7 судьями, либо 5 судьями. В первом случае 5 судей оценивают выполнение поворотов, а 2 судьи оценивают исполнение прыжков. Во втором случае повороты оценивают 3 судьи.
Под эгидой FIS помимо Кубка мира и Олимпийских игр проводятся чемпионаты мира по фристайлу, чемпионаты мира среди юниоров, Универсиады, Континентальный кубок, Кубок Европы, Кубок Австралии и Новой Зеландии, Североамериканский кубок, международные детские чемпионаты, национальные чемпионаты.
Помимо соревнований проводимых под эгидой FIS проводятся также профессиональные коммерческие соревнования, такие как Sprint Bumps and Jumps, Budwiser Pro Mogul Tour и т. п.

## Могул в России
В России фристайл начал развиваться в конце 1970-х с началом работы первых секций любителей фристайла. Восьмидесятые годы 20-го века стали периодом его быстрого развития. В 1985 году приказом Государственного Комитета Спорта фристайл был официально признан в СССР и приобрел статус самостоятельного вида спорта.
В 1986 г. прошли первые всесоюзные соревнования по фристайлу. Затем в Чимгане под Ташкентом были определены первые чемпионы страны в могуле — Анна Вершинина и Станислав Соколенко.
При всей артистичности, выразительности, зрелищности для занятий фристайлом нет необходимости в высоких горах и длинных трассах. Заниматься им можно на площадках, расположенных не на очень крутых склонах длиной чуть более 200 метров. Поэтому первые поклонники фристайла в Москве, где в Крылатском была сооружена первая в СССР специальная база для этого вида спорта. Затем такие базы оборудовали в Ленинграде и других регионах страны.
Поначалу занятия фристайлом управлялось техническим комитетом по фристайлу при Всесоюзной федерации лыжного спорта. В его состав входили представители спортивной общественности и специалисты смежных дисциплин — акробатики, горнолыжного спорта. В 1988 г. была создана самостоятельная Федерация фристайла СССР под председательством Александра Иваницкого. Её правопреемником в 1992 г. стала Федерация фристайла России во главе с президентом Владимиром Маслаченко. С 1994 г. Федерацию фристайла России возглавил Лев Кофман. В 2007 г. взамен сложившего полномочия Льва Кофмана президентом Федерации был избран Александр Черкасов.
В отличие от классических горных лыж в могуле (и во фристайле в целом) Россия быстро добилась успехов на международной арене.
В 1991 году Елизавета Кожевникова выиграла три этапа кубка мира в могуле и заняла второе место ещё на одном этапе. На Зимних Олимпийских играх в Альбертвилле в 1992 г. Елизавета заняла второе место, а на Олимпиаде в Лиллехаммере в 1994 г. — третье место. В то время главным тренером сборной по могулу был Заури Макиев.
В 1994 и 1995 гг. Елизавета два раза занимала призовые места на этапах кубка мира, однако к сожалению из-за травм она рано покинула спорт. В настоящее время Е. Кожевникова комментирует соревнования по могулу для спортивных программ и телеканалов.
В 1994—1995 гг. Людмила Дымченко выиграла 5 этапов кубка мира в могуле (а также один этап в парном могуле), а также ещё 8 раз занимала 2 или 3 места на этапах кубка мира. По итогам 1995 г. она выиграла кубок мира в могуле. Её последние успехи в кубке мира пришлись на 2001 и 2002 гг. когда она заняла 2 и 3 место на этапах в могуле и парном могуле. Марина Черкасова в 2002 г. и 2003 г. заняла два вторых места на этапах кубка мира в Сейнт Лари (Франция) и Монт Тремблант (Канада). Также в 2003 г. она стала второй на чемпионате мира по фристайлу в парном могуле. В настоящий момент (начало 2008 г.) Марина Черкасова и Людмила Дымченко все ещё являются действующими спортсменами и принимают участие в розыгрыше Кубка Европы или Кубка Мира.
Наибольших успехов в могуле добился Сергей Щуплецов, которого можно назвать легендой российского и мирового фристайла. В 1991 г. Сергей Щуплецов впервые поднялся на подиум кубка мира, заняв второе место на этапе в Пюхаетунтури (Финляндия). В 1994—1995 гг. он вышел на ведущие позиции в мировом могуле. Его достижения того периода включают в себя 13 побед на этапах кубка мира, в том числе он установил рекорд, выиграв в конце 1994 г. — начале 1995 г. шесть этапов кубка мира подряд. Впоследствии это достижение было повторено американским могулистом Джереми Блумом.в 2005 г. Ещё 17 раз Сергей Щуплецов занимал 2 или 3 места. В результате по итогам 1994 г. он занял второе место в розыгрыше Кубка мира, а в 1995 г. выиграл его. На зимней Олимпиаде в Лиллехамере в феврале 1994 г. он выиграл серебряную медаль в могуле, а на чемпионате мира по фристайлу в феврале 1995 года — третье место. Летом 1995 года на пике своих достижений в могуле Сергей Щуплецов разбился в горах Франции на мотоцикле. Сергей Щуплецов выработал свой стиль в технике могула, выражающийся в активной и глубокой амортизации и обработке бугров. Считается, что этот стиль был перенят командой Финляндии по фристайлу.
Успехов достигали Андрей Иванов и Виталий Глущенко, наивысшими достижениями которых были 2 место на этапе кубка мира в 1996 г. в Тинь (Франция) и 3 место на этапе кубка мира в 2003 г. в Иванаширо (Япония).
Наибольших успехов из российских спортсменов нового поколения добилась Екатерина Столярова, выигравшая в 2008 г. этап кубка мира в Монт-Габриеле (Канада) и занявшая второе место на этапе в Лейк-Плэсиде (США).
У мужчин лучших результатов добился Руслан Шарифулин бывший 3-м на этапе Кубка мира в Фернье (Канада) в 2005 г. и 2-м на этапе в Монт-Габриел (Канада) в 2008 г. Также на чемпионате мира 2007 г. он был третьим в парном могуле.
В России под эгидой Федерации Фристайла по могулу проводятся крупные соревнования — Кубок России, первенство России, чемпионат России, всероссийские соревнования.